# Hogesnelheidslijn Rome–Napels

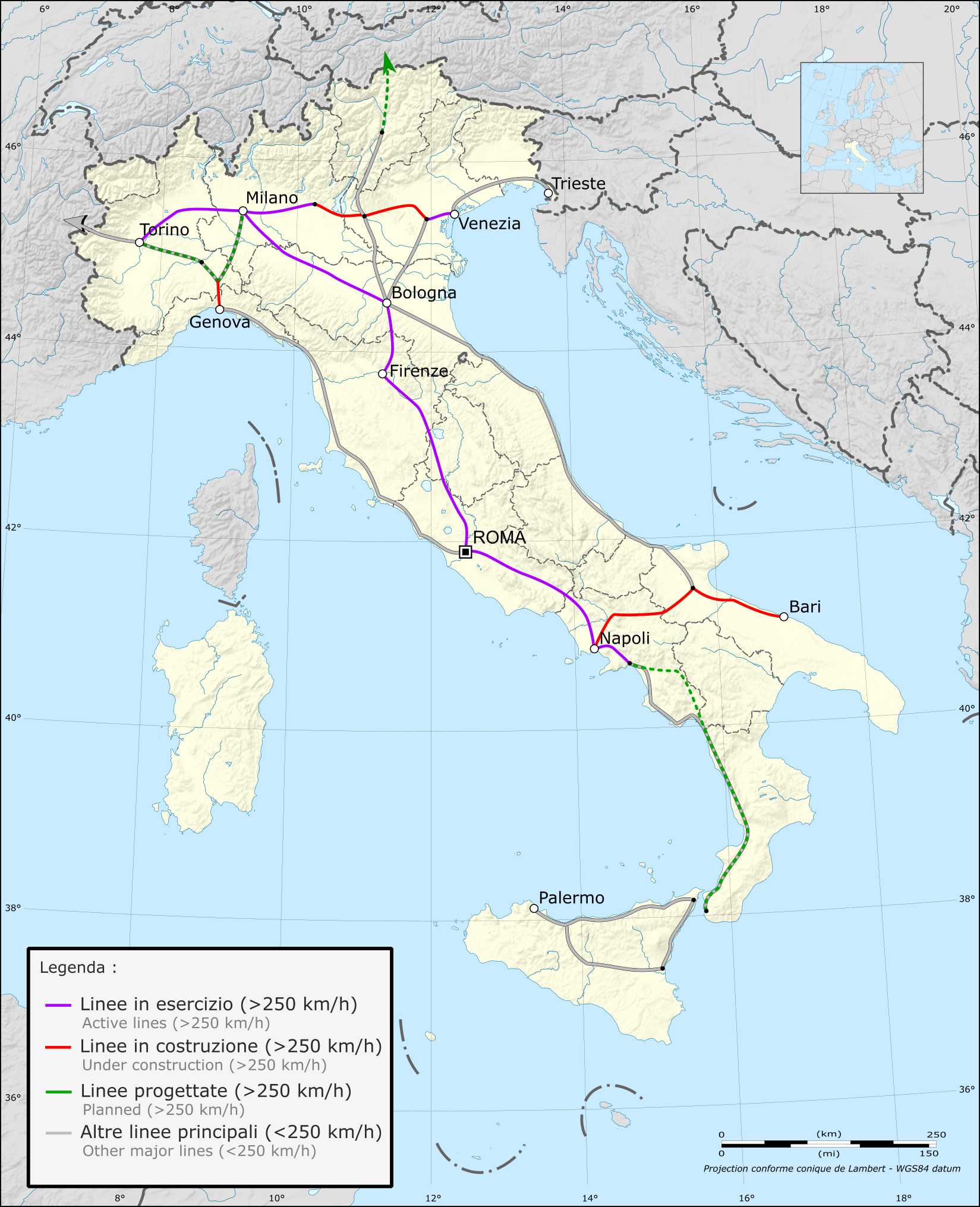
Netwerk van Italië

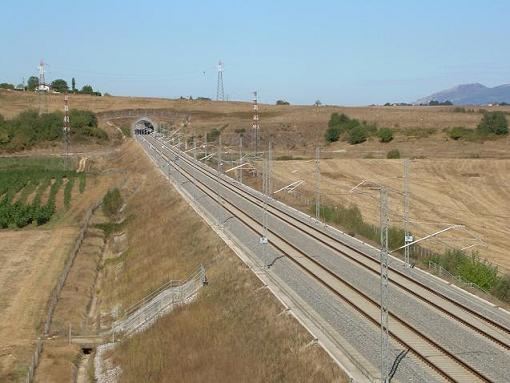
Recht stuk van de lijn bij Anagni

De hogesnelheidslijn Rome-Napels is een van de spoorlijnen in het Italiaanse hogesnelheidsnetwerk. De lijn werd in december 2005 geopend en was de eerste spoorlijn in Italië die is geëlektrificeerd met 25 kV wisselstroom (in plaats van de traditionele 3 kV gelijkstroom). Ook was het de eerste ter wereld die het ETCS Level 2-controlesysteem gebruikte bij normale spoorwegactiviteiten.
De planning voor de hogesnelheidsroute begon in de jaren 80. In mei 1995 werden, na een openbare aanbesteding, contracten voor de bouw van de lijn gegund aan een reeks aannemers die gezamenlijk bekend stonden als het IRICAV UNO-consortium. De bouw van de lijn omvatte het boren van 28,3 kilometer aan tunnels, aangezien 13 procent van de geplande route ondergronds was. Ondanks de geologische uitdagingen verliep het bouwproces relatief gestaag en volgens plan. In maart 2001 werd bekendgemaakt dat alle civieltechnische werkzaamheden waren voltooid, volgens de afgesproken planning en met weinig extra kosten.
Het eerste deel van de spoorlijn, tussen Roma Termini en Gricignano di Aversa, werd op 19 december 2005 voor het verkeer geopend. De laatste 25 kilometer van Gricignano naar Napoli Centrale werd op 13 december 2009 geopend. Het is eigendom van en wordt geëxploiteerd door Rete Ferroviaria Italiana (RFI), terwijl de treinen die over het spoor rijden worden geëxploiteerd door zowel het staatsbedrijf Trenitalia als het particuliere bedrijf Nuovo Trasporto Viaggiatori (NTV). De treinreis tussen de twee steden duurt nu 70 minuten. De lijn maakt deel uit van Corridor 1 van het Trans-Europese hogesnelheidsnetwerk van de Europese Unie, dat Berlijn en Palermo met elkaar verbindt.

## Geschiedenis

### Achtergrond
In de jaren tachtig bestudeerden Italiaanse spoorwegplanners opties voor de uitbreiding van hun opkomende hogesnelheidsnetwerk. Al snel werd duidelijk dat een nieuwe spoorlijn tussen Rome en Napels een bijzonder wenselijke optie zou zijn, niet in de laatste plaats omdat deze zou aansluiten op bestaande lijnen (zoals de bestaande hogesnelheidslijn Florence-Rome) om zo een hogesnelheidsnetwerk te vormen dat het zuiden en noorden van Italië beter met elkaar zou verbinden. Het initiatief vond ook steun bij de Europese politici, die de bredere strategische waarde erkenden van een uitgebreider hogesnelheidsnetwerk dat de meerderheid van de regio's in de lidstaten van de Europese Gemeenschap (later omgedoopt tot de Europese Unie) besloeg.
Na een uitgebreide verkenning werd een tracé voor de voorgestelde spoorlijn geselecteerd; de totale lengte was 204 kilometer, waarvan 13 procent (28,3 kilometer) door tunnels. Al vroeg werd besloten dat het beoogde bouwprogramma in verschillende secties te verdelen. Deze werden aanbesteed via een openbare aanbesteding, waarbij de inschrijvers gedetailleerde ontwerpspecificaties voor hun voorgestelde civiele werken indienden. Uit dit proces zijn opdrachten gegund aan vijf aannemers: Pegaso, Icla, Italstrade, Vianini en Condotte. Bovendien werden deze bedrijven ook gezamenlijk aangesteld als hoofdaannemer voor de spoorlijn, bekend als het IRICAV UNO-consortium.

### Bouw
In mei 1995 werd begonnen met de aanleg van de spoorlijn, onmiddellijk na de uitgifte van de contracten. Het merendeel van de complexe werkzaamheden aan de route bestond uit ondergrondse werkzaamheden. Het grootste deel van het boren vond plaats in vulkanisch gesteente dat over het algemeen gunstige eigenschappen bezat. Waar vervormingsverschijnselen werden voorspeld (of gedetecteerd), werden verschillende technieken gebruikt om de grond te stabiliseren, zoals het gebruik van spuitbeton, structurele elementen van glasvezel en, waar van toepassing, extra betonbekleding. Verschillende van de langere tunnels van de lijn kregen ook secundaire toegangstunnels, die elk groot genoeg waren om door wegvoertuigen te worden gebruikt. Tijdens de aanleg van de spoorlijn waren er relatief weinig aanpassingen of herstelwerkzaamheden nodig.
Eind 1999 waren dat er ongeveer 21,6 km tunnel voltooid, ongeveer 99% van de ondergrondse delen van de spoorweg. De gemiddelde voortgangssnelheid van deze tunnels bedroeg doorgaans 20 meter per dag, exclusief bijkomende werkzaamheden zoals toegangstunnels en schachten. Sommige tunnels, zoals de Colli Albani- en Sgurgola-tunnels, werden met een relatief hoog en constant tempo geboord, wat erop wijst dat de toegepaste bouwtechnieken goed aansloten bij de aanwezige geologische omstandigheden. Deze uitkomst bevestigde waarschijnlijk het relatief kleine verschil tussen de geraamde en de werkelijke kosten van de werkzaamheden. In maart 2001 werd bekendgemaakt dat alle civiele bouwkundige werkzaamheden aan de spoorweg volgens schema waren voltooid.
De langste tunnel op de lijn door de Albaanse Heuvels is 6.725 meter lang. De minimale straal van de bochten bedraagt 5.450 meter en de middelpunten van de rijlijnen liggen op 5 meter uit elkaar. De maximale helling van de lijn bedraagt 21 per duizend.
Tussen 2004 en 2005 werd een reeks tests uitgevoerd voordat de lijn voor commerciële exploitatie werd geopend, om goedkeuring te verkrijgen voor de reguliere exploitatie van de lijn tot 300 km/u. Tijdens deze tests bereikte een ETR 500-trein een snelheid van 347 km/u. Deze snelheden zijn mogelijk dankzij het 25 kV AC-elektrificatiesysteem van de lijn (in plaats van de traditionele Italiaanse 3 kV DC) en de invoering van een nieuw signalerings-, controle- en treinbeveiligingssysteem van het European Rail Traffic Management System/European Train Control System (ETCS ). Het was de eerste spoorlijn in Italië die werd geëlektrificeerd met 25 kV wisselstroom bij 50 Hz en de eerste ter wereld die ETCS Level 2 gebruikte in normale treindiensten.

### Ontwikkelingen tijdens en na de opening
De eerste 193 kilometers van de lijn werden op 19 december 2005 in gebruik genomen. De nieuwe lijn begint bij station Roma Prenestina (4,5 kilometres van Roma Termini) en eindigt in Gricignano di Aversa, waar een verbindingslijn naar de lijn Rome-Napels via Formia loopt. Deze lijn wordt gebruikt voor de laatste 25 kilometers naar station Napoli Centrale. De lijn heeft nog drie andere verbindingen die aansluiten op de historische lijn Rome-Napels via Cassino, in de buurt van Anagni, Cassino en Caserta. Door de verbinding met andere Italiaanse hogesnelheidslijnen heeft de lijn Rome-Napels een concurrerende spoorverbinding tussen Napels en Milaan mogelijk gemaakt, waarlangs de spoorwegen naar verluidt marktaandeel hebben gewonnen ten opzichte van het weg- en luchtverkeer.
Op 13 december 2009 waren de werkzaamheden aan de laatste 18 kilometer van de lijn tussen Gricignano en Napoli Centrale afgewerkt. Dit omvat het station Napoli Afragola, dat oorspronkelijk in 2009 geopend had moeten worden toen het bouwcontract voor het eerst werd toegekend, maar de bouw moest tijdelijk worden stilgelegd terwijl de werkzaamheden opnieuw werden aanbesteed. Daardoor liep de bouw meerdere vertragingen op en kon pas in 2015 volledig worden begonnen. Het station werd geopend op 6 juni 2017, met regulier passagiersverkeer vanaf 11 juni 2017.
Sinds de opening wordt het station Afragola bediend door 36 hogesnelheidstreinen die over de lijn rijden en naar verwachting dagelijks 10.000 passagiers vervoeren; 18 hiervan zijn Frecciarossa's die worden geëxploiteerd door de staatsspoorwegmaatschappij Trenitalia, terwijl de andere 18 treinen Italo's zijn van het particuliere bedrijf Nuovo Trasporto Viaggiatori (NTV).
De hogesnelheidslijn Napels-Salerno (ook bekend als de Linea a Monte del Vesuvio) werd in juni 2008 voltooid, zodat hogesnelheidstreinen van en naar Salerno en het zuiden het station Napoli Centrale konden omzeilen. De lengte van het hogesnelheidsgedeelte bedraagt ongeveer 205 kilometer. De verbindingslijn naar Gricignano di Aversa wordt tegenwoordig niet meer gebruikt voor normale treinritten.